# S7 Airlines
S7 Airlines (do ožujka 2006 Sibir Airlines — rus. ПАО «Авиакомпания „Сибирь“») je treća po veličini ruska zrakoplovna tvrtka. Predvodnik putničkog prometa na domaćem tržištu. Sa sjedištem u Moskvi u međunarodnoj zračnoj luci Domodedovo, formira regionalna čvorišta u Novosibirsku i Irkutsku.
S7 Airlines je osnovana u svibnju 1992. kao ruska državna zrakoplovna tvrtka, utemeljena na odvajanju sibirske podružnice Aeroflot-Novosibirsk od matične tvrtke pod imenom Sibir Airlines (ruski: авиакомпания Сибирь).

## Povijest

### 1957—2005
Godine 1957, vojni aerodrom u Novosibirskoj oblasti (buduća zračna luka «Tolmačjovo») je izveden prvi civilni let iz Novosibirsk — Moskva na Tu-104. Ovaj događaj se smatra rođenjem Tolmačjovske ujedinjene eskadrile.
35 godina kasnije — u 1992. — na temelju Tolmačjovske ujedinjene eskadrile bila je formirana državna aviokompanija «Sibir». U 1994. tvrtka je privatizirana. U isto vrijeme «Sibir» je dobila međunarodni kod IATA.
U 2001. godini aviokompanija «Sibir» postala je punopravni član Međunarodne udruge zračnih prijevoznika IATA. Tada je već tvrtka kupila aviokompaniju «Vnukovo Airlines» i postala druga po veličini aviokompanija u Rusiji, a prva po obujmu prometa na domaćim rutama. Nakon godinu dana «Sibir» je počela provoditi 60% svojih letova iz zračne luke «Domodedovo», prenoseći sjedište iz Novosibirska u Moskvu. U istoj godini, «Sibir» apsorbira armensku Armavia, a ljeti 2004. je stekla kontrolni udjel Chelyabinsk Airlines.
U 2005. godini «Sibir» prva je među ruskim zrakoplovnim tvrtkama pokrenula prodaju karata na svojim letovima preko Interneta.

### 2006—2010
Prijelomna godina za «Sibir» je bila 2006-a: na njenoj bazi i poslovnim jedinicama osnovana je grupa tvrtki «S7 Group». U svezi s tim događajem u ožujku aviokompanija je iznenadila, ne samo putnike, nego i kolege i konkurente rebrandingom i smjelom obojenošću zrakoplova. Skromni bijeli trupovi i plavi repovi zrakoplova tvrtke su postali svijetlo-zeleni s crveno-bijelim logom praktički novog prijevoznika — «S7 Airlines».
15. studenog 2010. godine aviokompanija «S7 Airlines» je postala punopravni član međunarodnog saveza zrakoplovnih prijevoznika «Oneworld».

## Flota
Zračni park tvrtke sastoji se od 42 zrakoplova dugog i srednjeg doleta (prosinac 2010.).
Očekuje se razgradnja jedinog Airbusa A310-300.
| Avion            | Količina | Broj mjesta | Bilješke                                    |
| ---------------- | -------- | ----------- | ------------------------------------------- |
| Airbus A310-304  | 1        | 203         | Očekuje razgradnju.                         |
| Airbus A319      | 20       | 128         |                                             |
| Airbus A320-200  | 9        | 158         | +23 naručenih                               |
| Boeing 737—400   | 4        | 170         | U eksploataciji zrakoplovne tvrtke «Globus» |
| Boeing 737—800   | 6        | 160         | U eksploataciji zrakoplovne tvrtke «Globus» |
| Boeing 767-300ER | 2        | 240/252     |                                             |

### Povijest flote
U različito doba svoje povijesti «S7 Airlines» koristila je različite tipove zrakoplova. Do kraja 2008. u floti zrakoplovne tvrtke bili su takvi Linijski putnički zrakoplov|linijaši kao Il-86, TU-154 i TU-204. U 2004. «S7 Airlines» pristupila k realizaciji plana da obnovi svoju zračnu flotu. 17. studenog 2008. eksploatacija sovjetskih zrakoplova u tvrtci bila je u potpunosti zaustavljena.
29. svibnja 2007. aviokompanija je potpisala ugovor s Boeingom za kupnju 15 zrakoplova Boeing 787 i opciju za još 10 takvih zrakoplova, čime je postala prvim naručiteljem tih zrakoplova među ruskim zrakoplovnim kompanijama. Vrijeme isporuke prvih aviona — 2014. godina; cijena po katalogu 15 linijaša — 2,4 milijarde dolara. Međutim, krajem siječnja 2009. u vezi s ekonomskom krizom i teškom financijskom situacijom zrakoplovne tvrtke taj ugovor je prekinut.
U travnju 2008. S7 Airlines je počela obavljati letove na novom avionu Airbus A320. Prema sporazumu s tvrtkom ILFC operativnog ugovora o najmu, u 2008. godini S7 Airlines dobila četiri zrakoplova ovog tipa. Svi su oni opremljeni motorima CFM56 proizvodnje «CFM International». U 2009. godini počela je isporuka još 25 zrakoplova.
Dio redovnih domaćih letova obavljaju se na zrakoplovima Boeing 737—800 i Boeing 737-400 podružnice čarterne aviokompanije «Globus».

## Djelatnosti
Tvrtka ima razgranatu mrežu ruta s prijelaznim čvorovima u Moskvi (Domodedovo), Novosibirsku (Tolmačjovo, osnovna zračna luka) i Irkutsku.
Kao rezultat 2006. aviokompanija «Sibir» zauzela je treće mjesto po broju prevezenih na charter letoviima putnika (950.000 putnika), iza «Atlant-Sojuz Airlines» (1,14 milijuna putnika) i «VIM Avia» — (980.000 putnika). Charter letovi čine 19% putničkog prometa AK «Sibir».
U 2008. godini većina charter letova prebačena je na podružnicu «Globus».
U 2007. zrakoplovi S7 Airlines su izvršili više od 47.500 letova, na kojima je bilo prevezeno 5.698.100 putnika. Porast broja prevezenih putnika na domaćim rutama za 22%, a međunarodni — 8%. Putnički promet u 2007. premašio je 13,9 mlrd. putnika-kilometara. Za 2007. bilo je prevezemo više od 33,3 tona tereta i pošte. Teretni promet u 2007. iznosio je više od 1,3 milijarde tona-kilometara.
Broj prevezenih putnika u 2008. bio je 5.892.548 osoba, izvedena su 51.422 leta.

### Financijski pokazatelji
Prihod tvrtke u 2008. (RSBU) — 31,9 milijarde rubalja (u 2007. godini — 31,1 mlrd rub.), neto dobit — 157,14 milijuna rubalja (109,8 mln rub.)
Prihod tvrtke u 2006. godini — 25 mlrd rub. (u 2005. godini — 19,8 mlrd rub.), neto dobit — 61 mln rub. (u 2005. godini neto gubitak — 98,8 mln rub.), EBITDA — 1,1 mlrd rub.
5. veljače 2009. «Sibir» je objavila ne plaćanje po ponudi obveznica na 2,3 mlrd rub. U vrijeme objavljivanja posljednjeg izvješća «Sibira» (treći kvartal 2008. godine) dug tvrtke je iznosio 11,5 mlrd rub. Ovaj iznos uključuje 2,3 mlrd rub. obveznica, a ostatak — krediti Sberbank i «Uralsiba» s rokom dospijeća, koji istječe u 2009—2010. godini.
4. ožujka 2009. «Sibir» je dopustila stvarno ne plaćanje po obveznicama na 2,3 mlrd rubalja. Na isti dan bilo je registrirano potraživanje u Novosibirskom Arbitražnom sudu nositelja obveznica «Sibira» — IB «KIT Finans». Kasnije u ožujku, tvrtka je uspjela restrukturirati dug po obveznicama u iznosu od 1,33 milijarde rubalja.

### Spajanja i preuzimanja
U 2002. aviokompanija «Sibir» je stekla kontrolu nad OAO «Vnukovo Airlines», što rezultira u proširenoj mreži putova iz Moskve.
Također u 2002. aviokompanija «Sibir» je kupila kontrolni udio u aviokompaniji «Armavia». U 2005. «Armavia» je bila prodana.
U 2008. u agenciji za upravljanje državnom imovinom Austrije (OeIAG) poslan je prijedlog za kupnju 43% Austrian Airlines. Ako bi se transakcija zaključila, ruska aviokompanija bi dobila na aerodromu u Beču dodatnih 3 milijuna putnika godišnje.
No, posao je propao za S7 iz činjenice da tvrtka nije uspjela na vrijeme predati dokumente. Kao rezultat toga, Austrian Airlines je kupila Lufthansa.

## Podružnice
- Aviokompanija «Globus»

## Vanjske poveznice
- Službena stranica (rus.)(engl.)(njem.)